# Miria Obote
Miria Obote est une première dame et femme politique ougandaise.

## Biographie
Miria Kalule naît à Kawempe. Ses parents sont Bulasio Kalule, un fonctionnaire qui travaille à la maintenance des routes, et sa femme Malita Kalule. Elle fréquente le lycée Gayaza (en) et l'université Makerere,.
En novembre 1963, elle épouse Milton Obote. Ils ont quatre enfants ensemble, dont Jimmy Akena Obote qui devient député dans la municipalité de Lira.
Le couple s'exile en Tanzanie après le coup d'État de 1971 en Ouganda,, puis Obote reprend le pouvoir après la guerre ougando-tanzanienne et l'élection générale de 1980 en Ouganda (en). Il est de nouveau destitué, cette fois par Yoweri Museveni, après la guerre de brousse ougandaise,. Le couple s'exile alors au Kenya puis en Zambie,. Le 10 octobre 2005, Milton Obote meurt d'une insuffisance rénale à Johannesbourg,. Il a doit à des obsèques nationales organisées par Museveni. À cette occasion, Miria Obote revient en Ouganda en octobre 2005, pour les funérailles puis pour s'y installer définitivement.
En décembre 2005, Miria Obote est élue à la tête du Congrès du peuple ougandais et nommée pour être la prochaine candidate du parti aux élections présidentielles. Le parti a été fondé par son mari, qui en est resté à la tête jusqu'à sa mort. Elle se présente donc à l'élection générale de 2006 en Ouganda (en) et obtient 0.6% des voix, tandis que Yoweri Museveni est réélu.